# Oostnet

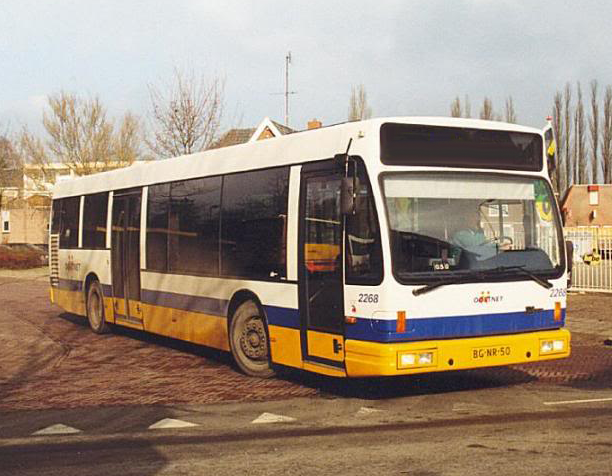
Een Den Oudsten Alliance van Oostnet.

Oostnet is een voormalig Nederlands vervoerbedrijf dat ontstond in 1996 uit de busmaatschappijen Gelderse Vervoer Maatschappij (GVM) (op haar beurt ontstaan uit Gelderse Streekvervoer Maatschappij (GSM) en Gemeente Vervoerbedrijf Arnhem (GVA)) en TET.
Oostnet reed vanaf 1998 op de eerste regionale spoorlijn die openbaar werd aanbesteed namelijk die van Almelo naar Mariënberg. Tot 2002 werden hier nog treinstellen Plan X ingezet, dit was de laatste lijn waar dit materieel ooit in de reguliere reizigersdienst reed.
Bij herverdeling van de VSN-1-bedrijven in 1999 werd het grootste deel van Oostnet onderdeel van het nieuwe bedrijf Connexxion. Het gedeelte verantwoordelijk voor het busvervoer in de Achterhoek ging verder als Syntus. 